# جان يانسون
جان يانسون هو دراج بلجيكي، ولد في القرن التاسع عشر، وتوفي في القرن العشرين.

## وصلات خارجية
- جان يانسون على موقع أرشيف الدراجات (الإنجليزية)
- جان يانسون على موقع إحصائيات الدراجات الإحترافية (الإنجليزية)
- جان يانسون على موقع أوليمبيديا (الإنجليزية)